# Серебристая шерстистая обезьяна
Серебристая шерстистая обезьяна (лат. Lagothrix poeppigii) — примат семейства паукообразных обезьян. Видовое латинское название дано в честь немецкого зоолога Эдуарда Фридриха Пёппига (1798—1868).

## Классификация
Ранее считался подвидом Lagothrix lagotricha. По совокупности внешних признаков был поднят до ранга вида.

## Описание
Цвет шерсти от красного или оранжевого до почти чёрного с серебристым налётом. Хвост хватательного типа, уплощённый на конце. Кожа на лице, ладонях и ступнях чёрная. Выражен половой диморфизм: самцы крупнее самок, имеют более короткий хвост, более длинные клыки и более длинную шерсть по бокам головы. Длина тела самцов от 46 до 58 см, длина тела самок от 46 до 65 см. Длина хвоста самцов от 53 до 77 см, длина хвоста самок от 62 до 72 см. Вес самцов от 3,6 до 10 кг, вес самок от 3,5 до 6,5 кг.

## Распространение
Встречаются в Бразилии, восточном Эквадоре и северном Перу.

## Поведение
Образуют крупные группы от 10 до 45 особей (иногда до 70) особей. В день группа покрывает расстояние около двух километров в поисках пищи. В рационе преимущественно фрукты, дополнением к рациону служат листья, цветы, древесные соки, семена, беспозвоночные животные, мелкие птицы и млекопитающие. Территориальное поведение выражено слабо, случаи агрессии между группами весьма редки.
Самки достигают половой зрелости в возрасте около 4 лет. Течный цикл около 21 дня, беременность длится в среднем 223 дня. Самки приносят потомство раз в два или три года. В помёте обычно один детёныш. С момента рождения детёныш цепляется за мать в районе груди, к двухнедельному возрасту начинает путешествовать на спине матери. Самки заботятся о потомстве до годовалого возраста. Самцы достигают половой зрелости в возрасте около 8 лет. Продолжительность жизни до 25 лет.

## Статус популяции
Международный союз охраны природы присвоил этому виду охранный статус «Уязвимый», поскольку по оценкам 2008 года численность популяции сократилась по меньшей мере на 30 % за последние 45 лет (3 поколения). Основные угрозы виду — охота и разрушение среды обитания. Плотность популяции (Эквадор) оценивается в 31 особь на км².